# Acetylformoin
Acetylformoin ist ein sehr reaktives Abbauprodukt von Kohlenhydraten (Hexosen) wie der Glucose. Die Substanz ist ein Diketo-Endiol (Redukton) mit sechs Kohlenstoffatomen, die z. B. bei der Maillard-Reaktion als Zwischenprodukt entsteht und intensiv nach Karamell riecht.

## Darstellung
Die Prozesse bei der Maillard-Reaktion sind sehr komplex und führen bei genügend hohen Temperaturen zu Melanoidinen, wobei Acetylformoin als reaktive Zwischenstufe gebildet wird. Formal entsteht das Acetylformoin unter Abspaltung zweier Wassermoleküle aus Glucose über sogenannte Desoxyosone:
Bei der Reaktion von Disacchariden entstehen strukturell sehr ähnliche, substituierte Derivate des Acetylformoins.

## Eigenschaften
Acetylformoin kann sowohl in einer offenkettigen Form, als auch wie die Kohlenhydrate in einer cyclischen „Furanose“-Halbacetal-Form vorkommen. 
Die Verbindung ist sehr reaktiv und bildet bei der weiteren Maillard-Reaktion mit Aminosäuren oder Proteinen Melanoidine wie das Pronyl-Lysin. Allgemeiner entstehen Aminohexosereduktone bzw. Glycosylamine. Acetylformoin selbst besitzt einen bitteren Geschmack. Die offenkettige Form riecht intensiv nach Karamell, wohingegen die cyclische Ketalform geruchlos ist. In protischen Lösungsmitteln wie Wasser wird sofort die ringförmige, nicht riechende Form gebildet.